# Malankaarse Syrisch-Orthodoxe Kerk
De Malankaarse Syrisch-Orthodoxe Kerk (Malayalam: മലങ്കര സഭ), of de Indisch-Orthodoxe Kerk is een van de oriëntaals-orthodoxe kerken. Ze is gevestigd in de Indiase staat Kerala, langs de Malabarkust. Het is een van de kerken van de zogenaamde Thomaschristenen.
Volgens de traditie bracht de apostel Thomas hier het evangelie in de eerste eeuw. Het christendom kwam inderdaad vroeg naar deze streken, meest waarschijnlijk gebeurde dit in de derde eeuw en later door Grieks-christelijke handelaren uit het Romeinse Rijk en Byzantijnse Rijk. De Nestoriaanse Kerk heeft, vanaf de vijfde, zesde eeuw, op grote schaal missioneringswerk in Indië verricht.
De huidige Malankaarse Syrisch-Orthodoxe Kerk vindt haar oorsprong in de zeventiende eeuw. Een deel van de Kerk van Malabar sloot zich aan bij het West-Syrisch patriarchaat van Antiochië als protest tegen de latinisering na de vereniging  met de Rooms-Katholieke Kerk in 1599. Ze werd een autonome Indische Kerk binnen het Syrisch-orthodoxe patriarchaat. In 1912 verklaarde een groep zich autocefaal en vormde de Orthodox-Syrische Kerk van Malabar door zich later de Malankaarse Syrisch-Orthodoxe Kerk te noemen. Het andere deel van deze kerk ging verder als de Malankara Jacobitisch-Syrisch-Christelijke Kerk.
Tot de uniëring van de Malabar-christenen met Rome was beslist op de Synode van Diamper, onder voorzitterschap van Aleixo de Menezes, aartsbisschop van Goa. De met Rome geünieerde kerk bestaat thans nog onder de naam Syro-Malabar-Katholieke Kerk.
De Malankaarse Syrisch-Orthodoxe Kerk telt ongeveer 2 miljoen gelovigen.
In Nederland worden er diensten in Amstelveen gehouden.